# Raúl Rodríguez Navarro
Raúl Rodríguez Navarro, deportivamente conocido como Raúl Rodríguez (Barcelona, España, 22 de septiembre de 1987) es un futbolista español. Juega como defensa y su último equipo fue el Al-Arabi S. C. de la Liga Premier de Kuwait.

## Trayectoria
Dio sus primeros pasos en una escuela de formación de futbolistas, la Associació Esportiva Josep Mª Gené, hasta que se hizo semiprofesional en la UE Vilassar, en la Primera División Catalana. Tras un año en la categoría regional, firmó por la UDA Gramanet en la temporada 2007-2008, donde permaneció hasta 2010, cuando libre de contrato pasó a formar parte del filial del RCD Espanyol. En la misma temporada, Raúl Rodríguez fue entrenando y siendo convocado habitualmente con el primer equipo hasta que debutó el 27 de noviembre de 2010, en la jornada 13, en el Vicente Calderón ante el Atlético de Madrid, en los minutos de descuento para amarrar una victoria por 2-3. 
Esa temporada disputó 9 partidos más de liga, de los cuales los últimos ocho fueron como titular y de forma consecutiva jugando los 90 minutos, en parte, gracias a las ventas en el mercado invernal de Dídac Vilà y Víctor Ruiz, a Milan y Nápoles respectivamente, y a una lesión de Juan Forlín.
En la temporada 2011-2012, después de recibir una oferta del Glasgow Rangers, el RCD Espanyol le ofrece ficha y dorsal del primer equipo y, tras la marcha de David García, luce el número 3 en la camiseta.
En enero de 2017, el exdefensor de Espanyol, abandona el Houston Dynamo y llegaría a un acuerdo para incorporarse al Shanghai Shenxin, décimo clasificado del pasado campeonato chino de Segunda División.

## Clubes
- Actualizado el 10 de marzo de 2014.

| Club                    | Temporada   | Partidos | Goles |
| ----------------------- | ----------- | -------- | ----- |
| UE Vilassar de Mar      | 2006 - 2007 |          |       |
| UDA Gramenet            | 2007 - 2010 | 83       | 3     |
| RCD Espanyol B          | 2010 - 2011 |          |       |
| RCD Espanyol            | 2011 - 2015 | 92       | 0     |
| Houston Dynamo          | 2015 - 2016 | 0        | 0     |
| Shanghai Shenxin F.C.   | 2017        | 0        | 0     |
| Meizhou Meixian Techand | 2018        |          |       |
| Al-Arabi S. C.          | 2019 - 2020 |          |       |

### Otros campeonatos oficiales
| Título         | Club         | País   | Año  |
| -------------- | ------------ | ------ | ---- |
| Copa Catalunya | RCD Espanyol | España | 2010 |